# 城間正安
城間 正安（ぐすくま せいあん、1860年10月3日（尚泰13年8月19日） - 1944年（昭和19年）8月）は、沖縄県の製糖技術者で社会運動家。宮古島の人頭税廃止に尽力した。

## 生涯
琉球王国末期に那覇の久茂地に生まれる。製糖技術者として沖縄県農事試験場に勤め、沖縄で初めて白下糖製造に成功した。
後半生は、沖縄土着の信仰生活に入った。

### 人頭税廃止
城間は、1884年（明治17年）に宮古島の製糖指導員に任命され同地に赴任したが、現地農民が過酷な人頭税に苦しむのを座視できず、新潟県から真珠養殖を夢見て来島した実業家の中村十作と協力して、その撤廃に取り組んだ。
城間と中村はまず、名子という士族層に使役される奴隷的農民の解放に着手した。彼らは沖縄県令として赴任したばかりの奈良原繁に面会して窮状を訴えた。旧慣改革の意向を持っていた奈良原は、宮古島役所長に実情報告を求めた上で、同報告をもとに名子制度の廃止を含む旧慣改革を命じた。しかし、これは士族層にとって既得権益の喪失を意味し、地方役人を中心とする士族の抵抗に遭ったため、手当を支給するなどの懐柔策を取らざるを得なかった。
一方で、改革の成果を得た宮古島農民層は勢いづき、1893年（明治26年）に島制改革の要求を、地方役人の削減・人頭税から地租への切り替え・物納から金納への切り替えの3点に集約し、県庁と島役所に請願した。しかし、今度は県庁も島役所も動かず、埒が明かなかった。
城間と中村は農民代表の平良真牛（砂川間切保良村）・西里蒲（同・福間村）とともに上京し、政府や帝国議会に直訴することにした。上京にかかる交通費は、中村が真珠採取の事業資金をはたいたり、城間・平良・西里が田畑を売って調達したりして捻出した。一行が出発する際の宮古島の漲水港には、彼らを送り出そうとする農民らと反対して阻止しようとする士族らが集まり、一触即発の状態だったという。
4人は1893年11月、東京に着き、新聞社・知識人・帝国議会議員などを訪ね、予想以上の成果を挙げた。1893年の議会では取り上げられなかったが、2年後の1895年（明治28年）、第8回帝国議会にて彼らの請願が取り上げられて可決に至った。1899年（明治32年）には土地整理が着手され、1903年（明治36年）、ついに人頭税は廃止されることとなった。